# الحنطور المرحلي
الحنطور المرحلي هو عربة نقل عامة بأربع عجلات، كانت تُستخدم لنقل الركاب مقابل أجر، بالإضافة إلى الطرود الخفيفة، في رحلات طويلة تتطلب تغيير الخيول أثناء الطريق. يتميز هذا الحنطور بتعليق قوي، وعادةً ما تجره أربعة خيول، وأحيانًا ستة خيول في بعض النسخ.
كان استخدامه شائعًا قبل انتشار النقل بالسكك الحديدية التي تعمل بالبخار، وكان يسير وفق جدول منتظم لمسافات طويلة، ويتوقف في محطات مرحلية لتبديل الخيول بأخرى جديدة. وكانت عملية تشغيل هذه الحناطير أو السفر بها تُعرف باسم "المرحلة".
من أشهر الصور المرتبطة بالحنطور المرحلي: عربة بريد ملكي تمر عبر بوابة طريق برسوم مرور، أو حنطور مغطى بالثلج من حقبة تشارلز ديكنز يصل إلى نزل مرحلي، أو قاطع طريق يوقف العربة بأمر "قف وادفع"، أو حنطور شركة ويلز فارجو يصل إلى بلدة على الحدود الأمريكية أو يغادرها. كما أن كأس "ياردة البيرة" يرتبط أسطوريًا بسائقي الحناطير، رغم أنه كان يُستخدم غالبًا في ألعاب الشرب والاحتفالات الخاصة.

## الوصف
كان الحنطور المرحلي عبارة عن عربة مغلقة ذات أربع عجلات تجرها خيول أو بغال قوية التحمل. استُخدمت بانتظام كوسيلة نقل عامة على طرق محددة وبمواعيد منتظمة. وعند كل محطة مرحلية، كان يتم استبدال الخيول المنهكة بأخرى جديدة. بالإضافة إلى السائق أو الموجه الذي يتولى قيادة العربة، كان يرافقه أحيانًا مرافق مسلح يحمل بندقية حنطور للحماية، وهو ما يُعتبر أصل التعبير الشهير "يركب بجانبه مسلح".

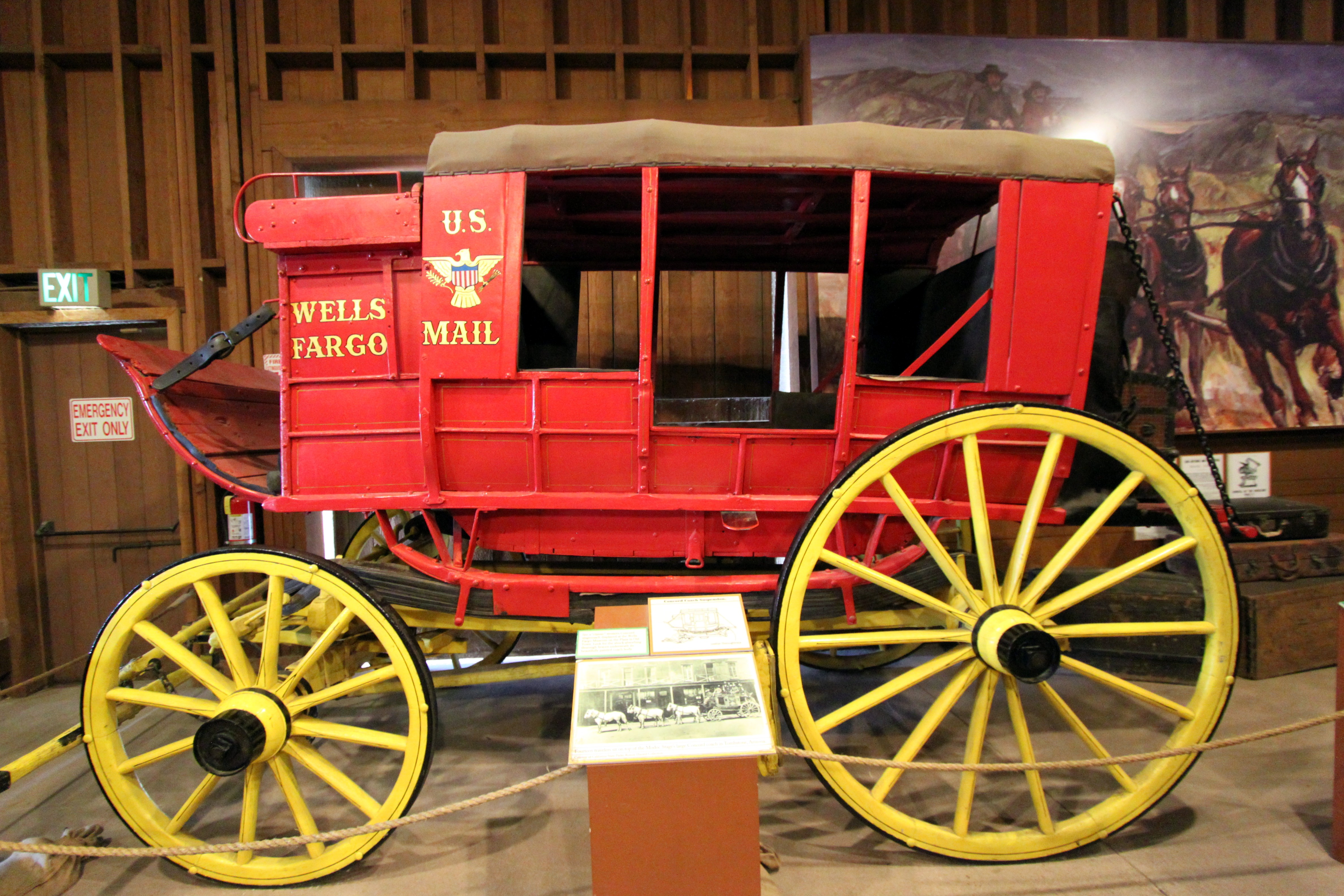
حنطور ويلز فارجو من نوع "ماد كوتش"

أما "عربة الطين" الأمريكية، فكانت نسخة أقدم وأصغر وأبسط، وغالبًا ما كانت مفتوحة الجوانب ولا توفر حماية كافية من العوامل الجوية، ما يجعل الركاب عرضة لتطاير الطين عليهم. كما استُخدم نوع آخر مغطى بقماش يُعرف باسم "عربة المرحلة"، وكان يُخصص لنقل الركاب والبضائع، ويمتاز بانخفاض مركز ثقله، مما يجعله أقل عرضة للانقلاب.

## السرعة
حتى أواخر القرن الثامن عشر، كانت الحناطير المرحلية تسير بسرعة متوسطة تبلغ نحو 5 أميال في الساعة (حوالي 8 كيلومترات في الساعة)، وتقطع يوميًا ما بين 60 إلى 70 ميلًا (ما يعادل 97 إلى 113 كيلومترًا).
ومع تحسُّن الطرق وتطوير النوابض الفولاذية، ازدادت السرعة. في عام 1836، كانت إحدى العربات المجدولة تغادر لندن في الساعة 19:30، وتسير طوال الليل (من دون إنارة)، لتصل إلى ليفربول في الساعة 16:50 من اليوم التالي، قاطعةً مسافة تقارب 220 ميلًا (نحو 350 كيلومترًا). وقد ضاعف ذلك متوسط السرعة الإجمالية ليصل إلى حوالي 10 أميال في الساعة (نحو 16 كيلومترًا في الساعة)، بما يشمل التوقفات لتبديل الخيول.